# Eugenio De Liguoro
Pour les articles homonymes, voir De Liguoro.
Eugenio de Liguoro (né le 6 mars 1895 à Naples et mort le 30 juin 1952 à Los Angeles) est un réalisateur et acteur italien actif durant la période du muet.

## Biographie
Eugenio de Liguoro commence son activité comme acteur de théâtre, puis interprète des rôles du cinéma muet, souvent sous la direction de son père Giuseppe de Liguoro. Il devient lui aussi réalisateur en 1918.
Durant les années 1920 il séjourne en Inde, y travaille comme réalisateur, puis revient en Italie pour participer comme scénariste ou acteur dans divers films. À la suite d'un séjour au Chili il va à Los Angeles où il réalise le film Stop That Cab (en).

## Filmographie
Acteur
- 1914 : Paternità, réalisé par Gian Orlando Vassallo
- 1915 : La coppa avvelenata, réalisé  par Enrico Sangermano
- 1915 : Pulcinella, réalisé par Anton Maria Mucchi
- 1915 : Patria mia!, réalisé par Giuseppe De Liguoro
- 1918 : Lorenzaccio, réalisé par Giuseppe De Liguoro
- 1918 : Iris, réalisé par Giuseppe De Liguoro
- 1932 : Palio, réalisé par Alessandro Blasetti

Réalisateur
- 1919 : Fascino d'oro
- 1920 : Nala Damyanti, tourné en Inde
- 1920 : Dhruva Charitra, tourné en Inde
- 1933 : Aria di paese
- 1937 : Piccola mia (it)
- 1939 : El hechizo del trigal (es)
- 1940 : Entre gallos y medianoche
- 1941 : Verdejo gasta un millón
- 1942 : Verdejo gobierna en Vallaflor
- 1942 : Un hombre de la calle
- 1943 : Tú eres mi marido
- 1945 : Un hombre cayó al río
- 1945 : Dos caídos de la luna
- 1945 : Hoy comienza mi vida
- 1946 : Sueña mi amor
- 1946 : Memorias de un chofer de taxi
- 1950 : Stop That Cab (en), tourné à Hollywood